# Gisela Dulko
Gisela Dulko (30 de janeiro de 1985, em Tigre, Buenos Aires, Argentina) é uma ex-tenista profissional argentina. Em 21 de Novembro de 2005, Gisela atingiu sua melhor classificação na carreira de Simples, o n. 26.
Ela ganhou 16 títulos em duplas, incluindo os 2000 E.U. Open Juniors com María Emilia Salerni, de 2002 Australian Open Juniors com Angelique Widjaja, de 2001 Wimbledon Championships com Ashley Harkleroad, e os 2006 Cincinnati Women's Open com italiana Maria Elena Camerin. Em individuais, ela era um vice - up em Hobart em 2005, perdendo para Zheng Jie (CHN), e um vice - up em Pattaya em 2007, perdendo para Sybille Bammer (AUT) 7-5, 3-6, 7-5. Gisela Dulko atualmente datas tênis jogador chileno Fernando González, e já datado de tênis estrelas espanhol Fernando Verdasco e Tommy Robredo.
Em 29 de abril de 2007, Gisela finalmente conquistou seu primeiro título WTA Tour derrotando Sorana Cirstea da Roménia 6-7 (2), 6-2, 6-2 na final do Tier III evento em Budapeste. Com esta vitória, a sua classificação foi definida para subir ao No. 34 no Mundial. Em 25 de agosto de 2007, Dulko ganhou seu segundo título WTA Tour no Forest Hills Tier IV evento derrotar Virginie Razzano 6-2 6-2 na final.
Em 2010, Gisela ganhou 8 títulos em Duplas, fazendo parceria com Flavia Pennetta, e fez suas melhores campanhas em Grand Slams, o que a levou ao posto de n.1 do mundo em duplas femininas.

## WTA Tour títulos

### Simples (9)
Legend (Singles)
| Legenda (Simples)     |
| Grand Slam (0)        |
| WTA Championships (0) |
| Tier I (0)            |
| Tier II (0)           |
| Tier III (1)          |
| Tier IV (2)           |
| ITF Circuit (6)       |

| No. | Data                  | Torneio      | Quadra | Adversária da final     | Placar         |
| 1.  | 1 de Outubro de 2000  | Montevideo   | Saibro | Geraldine Aizenberg     | 6-1 6-2        |
| 2.  | 21 de Janeiro de 2001 | Boca Raton   | Dura   | Jolene Watanabe         | 4-6 7-5 7-6    |
| 3.  | 28 de Janeiro de 2001 | Miami        | Dura   | Jane Chi                | 5-7 6-3 7-6    |
| 4.  | 29 de julho de 2001   | Civitanova   | Saibro | Eva Fislova             | 2-6 6-3 6-3    |
| 5.  | 12 de Agosto de 2001  | Rimini       | Saibro | Petra Mandula           | 1-6 6-3 6-1    |
| 6.  | 21 de abril de 2002   | Jackson      | Saibro | Evelyn Fauth            | 5-7 6-3 6-1    |
| 7.  | 29 de abril de 2007   | Budapeste    | Saibro | Sorana Cirstea          | 6-7(2) 6-2 6-2 |
| 8.  | 25 de Agosto de 2007  | Forest Hills | Dura   | Virginie Razzano        | 6-2 6-2        |
| 9.  | 4 de Maio de 2008     | Fez          | Saibro | Anabel Medina Garrigues | 7-6(2) 7-6(5)  |

### Singles vices(4)
- 2005: Hobart (perdeu para Zheng Jie 2-6 0-6)
- 2007: Pattaya (perdeu para Sybille Bammer 5-7 6-3 5-7)
- 2009: Bogotá (perdeu para María José Martínez Sánchez 6-3, 6-2)
- 2010: Båstad (perdeu para Aravane Rezai 6–3, 4–6, 6–4)

### Duplas
| Antes de 2009         | Depois de 2009        |
| --------------------- | --------------------- |
| Grand Slam (1)        |                       |
| WTA Championships (1) |                       |
| Tier I (0)            | Premier Mandatory (1) |
| Tier II (1)           | Premier 5 (2)         |
| Tier III (4)          | Premier (2)           |
| Tier IV & V (1)       | International (4)     |

| No. | Data                    | Torneio                    | Quadra        | Parceiro             | Adversário na final                                | Placar              |
| 1.  | 5 de abril de 2003      | Casablanca, Marrocos       | Saibro        | María Emilia Salerni | Henrieta Nagyova Elena Tatarkova                   | 6-3 6-4             |
| 2.  | 9 de outubro de 2005    | Tóquio, Japão              | Dura          | Maria Kirilenko      | Shinobu Asagoe Maria Vento-Kabchi                  | 7-5 4-6 6-3         |
| 3.  | 9 de outubro de 2005    | Bangkok, Tailândia         | Dura          | Shinobu Asagoe       | Conchita Martínez Virginia Ruano Pascual           | 6-1 7-5             |
| 4.  | 30 de outubro de 2005   | Linz, Áustria              | Dura          | Květa Peschke        | Conchita Martínez Virginia Ruano Pascual           | 6-2 6-3             |
| 5.  | 26 de fevereiro de 2006 | Bogotá, Colômbia           | Saibro        | Flavia Pennetta      | Ágnes Szávay Jasmin Woehr                          | 7-6(1) 6-1          |
| 6.  | 23 de julho de 2006     | Cincinnati, Estados Unidos | Dura          | Maria Elena Camerin  | Marta Domachowska Sania Mirza                      | 6-4 3-6 6-2         |
| 7.  | 16 de janeiro de 2009   | Hobart, Austrália          | Dura          | Flavia Pennetta      | Alona Bondarenko Kateryna Bondarenko               | 6–2, 7–6(4)         |
| 8.  | 23 de julho de 2009     | Bastad, Suécia             | Saibro        | Flavia Pennetta      | Nuria Llagostera Vives María José Martínez Sánchez | 6–2, 0–6, [10–5]    |
| 9.  | 20 de fevereiro de 2010 | Bogotá, Colombia           | saibro        | Edina Gallovits      | Olga Savchuk Anastasiya Yakimova                   | 6–2, 7–6(6)         |
| 10. | 4 de abril de 2010      | Miami Masters, EUA         | dura          | Flavia Pennetta      | Nadia Petrova Samantha Stosur                      | 6–3, 4–6, [10–7]    |
| 11. | 2 de maio de 2010       | Stuttgart, Alemanha        | saibro        | Flavia Pennetta      | Květa Peschke Katarina Srebotnik                   | 3–6, 7–6(3), [10–5] |
| 12. | 8 maio 2010             | Roma, Itália               | saibro        | Flavia Pennetta      | Nuria Llagostera Vives María José Martínez Sánchez | 6–4, 6–2            |
| 13. | 10 de julho 2010        | Båstad, Suécia (2)         | saibro        | Flavia Pennetta      | Renata Voráčová Barbora Záhlavová-Strýcová         | 7-6(0), 6-0         |
| 14. | 23 de agosto de 2010    | Montreal, Canadá           | dura          | Flavia Pennetta      | Květa Peschke Katarina Srebotnik                   | 7–5, 3–6, [12–10]   |
| 15. | 23 de outubro de 2010   | Moscou, Rússia             | dura (indoor) | Flavia Pennetta      | Sara Errani María José Martínez Sánchez            | 6–3, 2–6, [10–6]    |
| 16. | 31 de outubro de 2010   | Doha, Qatar                | dura          | Flavia Pennetta      | Květa Peschke Katarina Srebotnik                   | 7–5 , 6–4           |
| 14. | 28 de janeiro de 2011   | Open da Austrália          | dura          | Flavia Pennetta      | Victoria Azarenka Maria Kirilenko                  | 2-6, 7-5, 6-1       |

### Duplas vice(11)
- 2002: Casablanca (com Conchita Martínez)
- 2004: Varsóvia (com Patricia Tarabini)
- 2004: Pequim (com Maria Vento-Kabchi)
- 2005: New Haven (com Maria Kirilenko)
- 2006: Estoril (com Maria Sánchez Lorenzo)
- 2006: Stanford (com Maria Elena Camerin)
- 2009: Bogota (com Flavia Pennetta)
- 2009: Indian Wells (com Shahar Pe'er)
- 2009: Stuttgart (com Flavia Pennetta)
- 2010: Madrid (com Flavia Pennetta)
- 2010: China (com Flavia Pennetta)